# Forskningsbibliotek

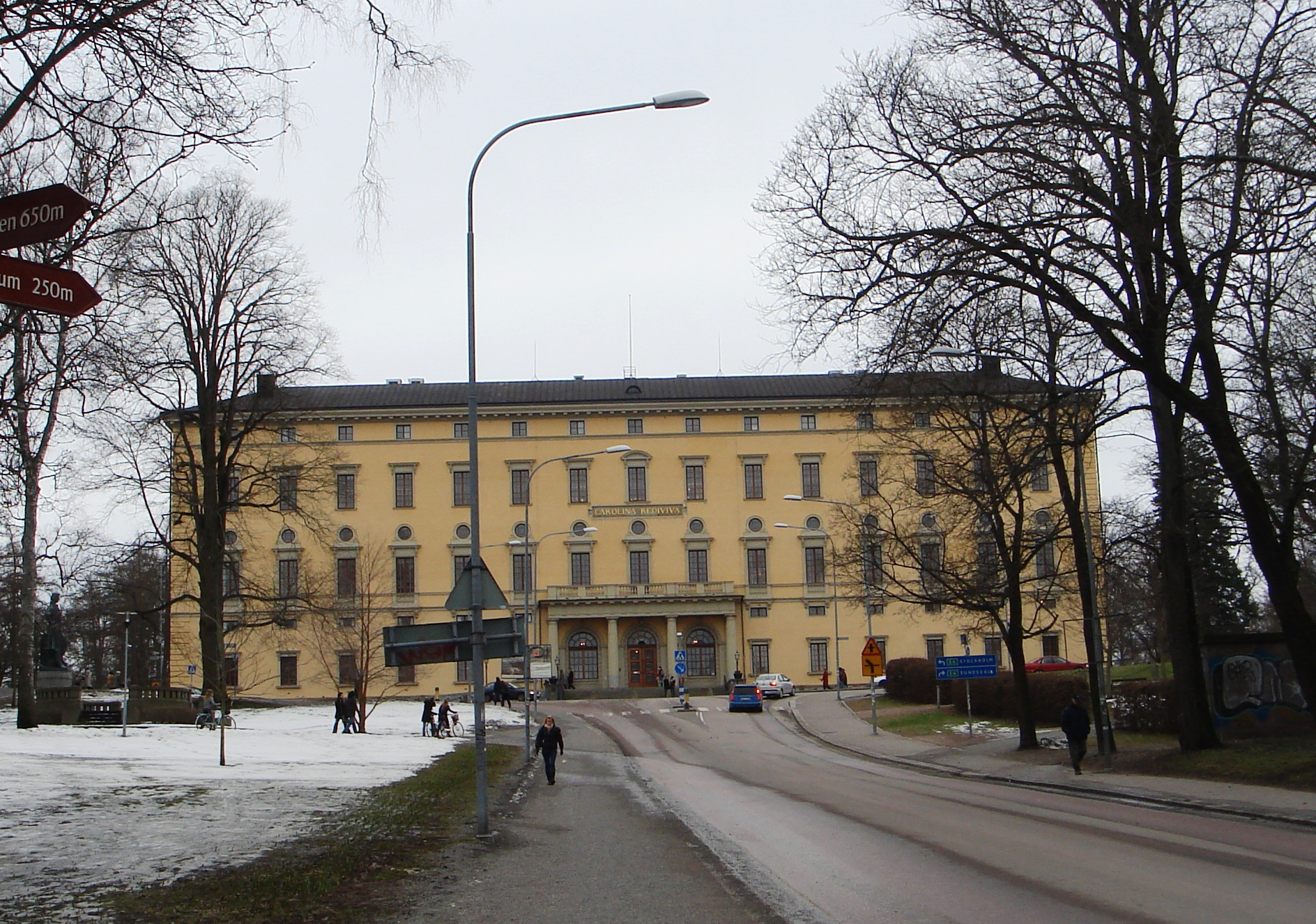
Biblioteket vid Uppsala universitet Carolina Redeviva är ett forskningsbibliotek.

Forskningsbibliotek är ett bibliotek som i första hand är avsett att tjäna behoven för ett universitet eller annan institution där det bedrivs forskning. Detta kan även inkludera akademier och myndigheter. I Sverige kan med stöd av Bibliotekslagen även allmänheten låna böcker och andra media vid forskningsbiblioteken.